# 25G-NBOMe
25G-NBOMe（或称为NBOMe-2C-G，化学名：“2-(3,4-二甲基-2,5-二甲氧基苯基)-N-(2-甲氧基苯基)乙胺”）是一种含氮有机化合物，化学式C
20H
27NO
3，是2C类苯乙胺衍生物2C-G的25-NB类衍生物，能作为人5-HT2A受体的激动剂。